# Mel Blount
Melvin Cornell Blount (* 10. April 1948 in Vidalia, Georgia) ist ein ehemaliger US-amerikanischer American-Football-Spieler auf der Position des Cornerbacks. Er spielte für die Pittsburgh Steelers in der National Football League (NFL).

## Jugend
Mel Blount wuchs in einer kinderreichen Familie auf. Er hatte noch zehn Geschwister und wuchs auf einer Farm in Georgia auf. Er besuchte in Lyons die High School und war dort als Leichtathlet, Basketball-, Baseball- und Footballspieler aktiv. 
Nach seinem Schulabschluss erhielt er ein Stipendium an der Southern University. 

## Spielerlaufbahn

### Collegekarriere
Mel Blount studierte von 1966 bis 1970 an der Southern University. Er spielte am College als Cornerback Football. In den Jahren 1968 und 1969 wurde er zum Most Valuable Player (MVP) seines Teams gewählt. Aufgrund seiner sportlichen Leistungen erfolgte 1969 zudem die Wahl zum All American. Im Jahr 1970 schloss er sein Sportstudium erfolgreich ab.

### Profikarriere
Mel Blount wurde im Jahr 1970 von den Pittsburgh Steelers in der dritten Runde an 53. Stelle der NFL Draft ausgewählt. Die von Chuck Noll trainierten Steelers waren in den Spieljahren zuvor eines der schwächsten Teams in der NFL gewesen. Noll gelang es aus der Mannschaft ein Spitzenteam zu formen, welches in den nächsten Jahren mit Spielern wie Jack Ham, Lynn Swann, Terry Bradshaw oder John Stallworth die Liga dominierte.
Nachdem Blount mit seinem Team in den Jahren 1972 und 1973 in die Play-offs einziehen konnte, aber jeweils nicht zu Meisterehren kam, gelang im Jahr 1974 der erste große Erfolg. Die Steelers hatten im AFC Championship Game die von John Madden betreuten Oakland Raiders mit 24:13 besiegt und waren dadurch in den Super Bowl IX eingezogen. Blount und sein Team gewannen den Super Bowl gegen die Minnesota Vikings mit 16:6. Blount konnte in dem Spiel gegen die Vikings einen Pass von Quarterback Fran Tarkenton abfangen und so zum Sieg seines Teams maßgeblich beitragen. Im folgenden Jahr gelang Blount mit dem Team aus Pittsburgh die Titelverteidigung. Im AFC Championship Game wurden erneut die Raiders bezwungen, diesmal mit 16:10. Gegner im anschließenden Super Bowl X waren die von Tom Landry trainierten Dallas Cowboys, die sich den Steelers mit 21:17 geschlagen geben mussten.
Auch in den folgenden Jahren blieben die Steelers ein Spitzenteam in der NFL. 1978 konnte Melvin Blount seinen dritten Super Bowl gewinnen. Die Steelers mussten sich im AFC Championship Game mit den Houston Oilers auseinandersetzen, die allerdings bei ihrer 34:5-Niederlage keine Chance gegen die Steelers hatten. Blount konnte in dem Spiel eine Interception erzielen. Sein Team traf im Super Bowl XIII erneut auf die Cowboys. Der Defense um Jack Ham und Mel Blount gelang es in dem Spiel den Quarterback der Mannschaft aus Dallas, Roger Staubach, bis Mitte des vierten Spielviertels unter Kontrolle zu halten. Blount konnte sogar einen seiner Pässe abfangen. Die Steelers führten bis dahin mit 35:17 und sahen bereits wie der sichere Sieger aus. Staubach konnte allerdings innerhalb kürzester Zeit noch zwei Touchdownpässe werfen, die letztendlich aber nichts mehr an der 35:31-Niederlage seiner Mannschaft änderten. 1979 feierte Mel Blount dann den vierten Super Bowl Erfolg. Im AFC Meisterschaftsspiel traf er mit seiner Mannschaft wiederum auf die Oilers, die mit einer 27:13-Niederlage den Platz verlassen mussten. Die Los Angeles Rams waren diesmal der Kontrahent im Super Bowl XIV und mussten sich 31:19 den Steelers geschlagen geben.
Im Jahr 1975 konnte Blount mit elf Interceptions die Jahresbestleistung in der NFL erzielen. Er beendete nach der Saison 1983 seine Laufbahn.

## Nach der Laufbahn
Mel Blount wurde unmittelbar nach seiner Spielerlaufbahn Sportdirektor in der National Football League (NFL). Er übte dieses Amt bis 1990 aus. Im Jahr 1983 gründete er "Mel Blount Youth Home". Die Stiftung kümmerte sich um misshandelte Kinder und unterhält zwei Heime in der Geburtsstadt von Blount sowie in der Nähe von Pittsburgh. Blount ist ein erfolgreicher Geschäftsmann und hat eine eigene Firma die erfolgreich Pferde züchtet und Pferderennen veranstaltet.

## Ehrungen
Mel Blount spielte fünfmal im Pro Bowl, dem Abschlussspiel der besten Spieler einer Saison. Er wurde sechsmal zum All-Pro gewählt. Er ist Mitglied im NFL 75th Anniversary All-Time Team, im NFL 1980s All-Decade Team, in der Pro Football Hall of Fame, in der Louisiana Sports Hall of Fame, in der Georgia Sports Hall of Fame und in der Hall of Fame seines Colleges. Im Jahr 1975 wurde er zum NFL Defensive Player of the Year gewählt. Im Jahr 1999 setzte ihn die Zeitschrift "The Sporting News" auf Platz 36 der Liste über die 100 besten Footballspieler aller Zeiten.